# Býšovec
Býšovec (deutsch Bischowetz, auch Pischowetz) ist eine Gemeinde in Tschechien. Sie liegt sechs Kilometer südlich von Bystřice nad Pernštejnem und gehört zum Okres Žďár nad Sázavou.

## Geographie
Býšovec befindet sich auf einem Höhenzug zwischen den Tälern der Nedvědička und Svratka in der Böhmisch-Mährischen Höhe. Im Dorf entspringt der Bach Žlebský potok und westlich davon der Janovický potok. Im Nordosten erhebt sich der Babylon (626 m), südlich die Dlouhá skála (610 m) und im Südwesten der Nad Drahami (631 m).
Nachbarorte sind Věchnov und Vrtěžíř im Norden, Lískovec im Nordosten, Kovářová im Osten, Nedvědice und Smrček im Südosten, Bor im Süden, Věžná und Jabloňov im Südwesten, Pernštejnské Janovice und Josefov im Westen sowie Zlatkov im Nordwesten.

## Geschichte
Die erste urkundliche Erwähnung des zur Herrschaft Pernštejn gehörigen Dorfes Býšovec erfolgte im Jahre 1350.
Nach der Aufhebung der Patrimonialherrschaften bildete Byšovec ab 1850 eine Gemeinde im Bezirk Neustadtl. 1880 bestand das Dorf aus 23 Häusern und hatte 180 Einwohner. In Byšovec bestand eine einklassige Dorfschule. Gepfarrt war der Ort nach Nedvědice. Zu Beginn des 20. Jahrhunderts änderte sich die Schreibung des Ortsnamens in Býšovec. In dieser Zeit wanderten Bewohner von Býšovec und Smrček nach Paraguay aus. 1949 wurde die Gemeinde dem Okres Bystřice nad Pernštejnem zugeordnet. 1961 wurde Smrček eingemeindet. Der Skiklub Nedvědice errichtete 1968/69 an der Abfahrtsstrecke Nutrie einen ersten Schlepplift. Im Jahre 2000 hatte der Ortsteil Býšovec 89 Einwohner und in Smrček waren es 51.
Das östlich von Býšovec befindliche Tal des Žlebský potok ist ein Wintersportgebiet mit zwei Skiliftanlagen.

## Ortsgliederung
Die Gemeinde Býšovec besteht aus den Ortsteilen Býšovec (Bischowetz) und Smrček (Smrczek), die zugleich auch Katastralbezirke bilden.

## Sehenswürdigkeiten
- Burg Pernštejn, südöstlich von Smrček
- Kapelle des hl. Laurentius in Býšovec
- Kapelle des hl. Antonius von Padua in Smrček